# جامعة يوزيل الجديدة في إسطنبول
تم تأسيس جامعة يني يوزيل من طرف مؤسسة وطن للتعليم والصحة عام 2009 والتي قامت بإنشاء سلسلة مستشفيات وطن والمستشفى الايطالي والمستشفى الألماني والتي تعتبر من أهم المستشفيات في تركيا.
جامعة يوزيل الجديدة في إسطنبول هي جامعة خاصة في تركيا.

## تأسيس
تأسست الجامعة في العام 2009 وذلك من قبل مؤسسة وطن للصحة والتعليم.
تتلخص رؤية جامعة يني يوزيل في اسطنبول لتدريب الخريجين المطلوبين على المستوى العالمي وأن تصبح جامعة يمكنها توجيه الدراسات الأكاديمية وأن تكون مركزًا للتميز ومؤسسة بحث وتطوير في جميع أنواع الأنشطة العلمية .

## تخصصات جامعة يني يوزيل
1. كلية الطب البشري.
2. كلية طب الأسنان.
3. كلية الصيدلة.
4. كلية العلوم الصحية.
5. كلية الهندسة والعمارة.
6. كلية الاقتصاد والعلوم الادارية.
7. كلية الحقوق.
8. كلية الاتصالات.
9. كلية الفنون الجميلة.
10. كلية العلوم والآداب.

## ترتيب جامعة يني يوزيل
إن ترتيب جامعة يني يوزيل عالميا هو 7533 أما ترتيبها المحلي هو 151. وتواصل الجامعة الصعود في الترتيب العالمي وتوقيع العديد من الاتفاقيات على المستوى الاكاديمي مع الجامعاتا لعالمية للحصول على المزيد من الاعترافات الدولية

## روابط خارجية
موقع جامعة يني يوزيل

بوابة التسجيل على الدراسة في تركيا